# Jean Joseph Yver de la Bruchollerie
Pour les articles homonymes, voir Yver.
Jean Joseph Yver de la Bruchollerie, né le 16 août 1754 à Carentan et mort le 21 mai 1801 à Saint-Lô, est un homme politique français.

## Biographie
Jean Joseph Yver est un homme de loi avant la Révolution. Il devient administrateur du district de Carentan en 1790, et est élu, le 1er septembre 1791, premier député suppléant de la Manche à l'Assemblée législative, par 235 voix sur 337 votants. Admis à siéger le 26 mai 1792, en remplacement de Jean François Duval démissionnaire, il n'y joua qu'un rôle effacé.
Il est élu, le 24 vendémiaire an IV (16 octobre 1795), haut juré pour le département de la Manche, et, le 22 germinal an VIII (12 avril 1800), juge au tribunal d'appel de la Manche. Il meurt un an après.

## Sources
- « Jean Joseph Yver de la Bruchollerie », dans Adolphe Robert et Gaston Cougny, Dictionnaire des parlementaires français, Edgar Bourloton, 1889-1891 [détail de l’édition]